# Lars Ringblom
Lars Magnus Ringblom, född 10 augusti 1930 i Lund, är en svensk  målare och tecknare.
Han är son till landsfiskalen Ernst Oscar Magnus Ringblom och Engel Signe Maria Marcusson och från 1954 gift med Mauricette Vanglerberge. Ringblom studerade under en kortare tid vis Skånska målarskolan samt under ett par år på 1950-talet vid Det Kongelige Danske Kunstakademi i Köpenhamn samt under studieresor till Paris. Han debuterade i en samlingsutställning i Ystad 1950 och han medverkade i Nationalmuseums utställning Unga tecknare 1956. Separat ställde han bland annat ut på Krognoshuset i Lund. Hans konst består av interiörmotiv och landskapsskildringar från den sydostskånska kustbygden utförda i  olja eller akvarell.   